# Coll del Gegant
Coll del Gegant är ett bergspass i Spanien. Det ligger i den nordöstra delen av landet, 500 km öster om huvudstaden Madrid. Coll del Gegant ligger 2 607 meter över havet.
Terrängen runt Coll del Gegant är kuperad österut, men västerut är den bergig. Coll del Gegant ligger uppe på en höjd som går i öst-västlig riktning. Runt Coll del Gegant är det mycket glesbefolkat, med 6 invånare per kvadratkilometer. Närmaste större samhälle är Camprodon, 16,5 km sydost om Coll del Gegant. Trakten runt Coll del Gegant består i huvudsak av gräsmarker.